# Musaranya d'orelles petites escatosa
La musaranya d'orelles petites escatosa (Cryptotis squamipes) és una espècie de mamífer de la família de les musaranyes que es troba a Colòmbia i l'Equador.